# Słupsk (district)
Słupsk (powiat słupski) is een Pools district (powiat) in de woiwodschap Pommeren. Het district heeft een oppervlakte van 2304,00 km² en telt 97.727 inwoners (2014).

## Gemeenten
Het district omvat tien gemeenten:
Stadsgemeente:
- Ustka (Stolpmünde)

Stads- en landgemeente:
- Kępice (Hammermühle)

Landgemeenten:
- Damnica (Hebrondamnitz)
- Dębnica Kaszubska (Rathsdamnitz)
- Główczyce (Glowitz)
- Kobylnica (Kublitz)
- Potęgowo (Pottangow)
- Słupsk (Stolp)
- Smołdzino (Schmolsin)
- Ustka (Stolpmünde)

Stadsdistricten:
Gdańsk · Gdynia · Słupsk · Sopot

Districten:
Bytów · Chojnice · Człuchów · Gdańsk · Kartuzy · Kościerzyna · Kwidzyn · Lębork · Malbork · Nowy Dwór Gdański · Puck · Słupsk · Starogard · Sztum · Tczew · Wejherowo

Grootste steden:
Chojnice · Gdańsk · Gdynia · Kwidzyn · Lębork · Malbork · Rumia · Słupsk · Sopot · Starogard Gdański · Tczew · Wejherowo